# Pselaphodes anhuianus
Pselaphodes anhuianus (лат.) — вид мелких коротконадкрылых жуков рода Pselaphodes из подсемейства ощупники (Pselaphinae, Staphylinidae). Название дано по месту нахождения типовой серии (Anhui).

## Распространение
Юго-Восточная Азия: Китай, Anhui, Hubei.

## Описание
Мелкие жуки-ощупники, длина тела около 3 мм (самцы от 3,00 до 3,31 мм), красновато-коричневого цвета. Пронотум округлённый на переднебоковых углах. Апикальные членики IX—XI жгутика усика увеличенные. Глаза примерно из 50 фасеток. Второй тарзомер простой, линейный, не увеличенный. Срединная метавентральная ямка отсутствует. Нижнечелюстные щупики (по крайней мере, некоторые сегменты из группы II—IV) асимметричные, округло расширенные или слегка выступающие латерально. Голова с фронтальной ямкой. Глаза выступающие. Усики прикрепляются у переднего края головы; булава усиков 3-члениковая; скапус отчётливо длиннее педицелля. Ноги тонкие и длинные; бёдра утолщённые. В основании надкрылий по две ямки. Брюшко короткое (его длина явно меньше ширины).

## Систематика
Вид включён в видовую группу Pselaphodes tianmuensis species group. Впервые описан в 2013 году китайскими колеоптерологами Zi-Wei Yin и Li-Zhen Li (Shanghai Normal University, Шанхай, Китай). По своим признакам наиболее близок к видам группы Pselaphodes tianmuensis.